# Боровик Євген Анатолійович
Євге́н Анато́лійович Борови́к (нар. 2 березня 1985, Прилуки) — український футболіст, воротар, тренер воротарів.

## Клубна кар'єра

### Початок кар'єри

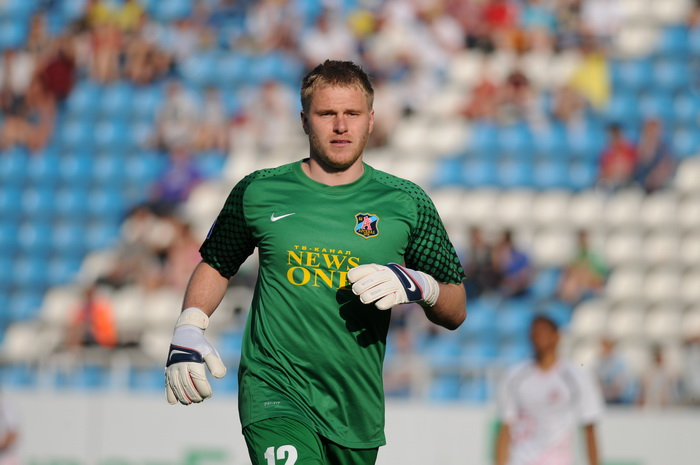
Євген Боровик під час виступів за «Арсенал» (Київ). 2 травня 2012 року

Вихованець РУФК міста Києва, де перебував до 2002 року. Перший тренер — Дериберін А. П. На початку 2003 року відправився в російський «Торпедо-Металург», проте на поле не виходив і на початку 2004 року повернувся в Україну, де став грати у складі аматорського клубу «Європа» з рідних Прилук.

### «Нива»
Улітку 2004 року підписав контракт із першоліговою вінницькою «Нивою», у складі якої протягом сезону 2004/05 був стабільно основним воротарем і допоміг клубу посісти п'яте місце в Першій лізі.

### «Металіст»
Улітку 2005 року перейшов у вищоліговий «Металіст», проте в еліті так і не дебютував, виступаючи лише в чемпіонаті дублерів, де за півтора сезони провів 28 ігор і пропустив 44 голи.

### «Кривбас»
На початку 2007 року перейшов у криворізький «Кривбас». У Вищій лізі чемпіонату України дебютував 28 квітня 2007 року в матчі проти донецького «Металурга», у якому пропустив два голи.

### «Дніпро»
На початку 2009 року приєднався до дніпропетровського «Дніпра», де відразу став основним голкіпером, проте навесні 2010 року втратив місце в основному складі через травму, тому влітку 2010 року повернувся назад до Кривого Рогу як орендований гравець, а у зворотному напрямку відправився інший воротар — Антон Каніболоцький. 31 жовтня 2010 року на останніх хвилинах гри «Кривбаса» проти київського «Арсенала» Боровик приєднався до атаки своєї команди при розіграші кутового удару й забив гол у ворота суперника. Цей м'яч став першим голом, забитим воротарем із гри в історії матчів вищого дивізіону чемпіонату України.

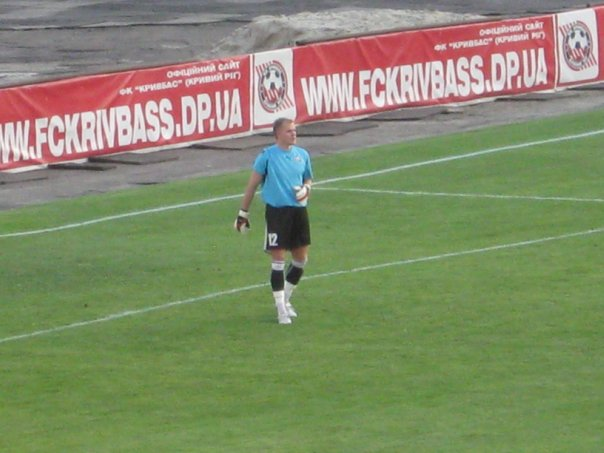
Євген Боровик під час виступів за «Кривбас».

Улітку 2011 року перейшов у київський «Арсенал», де програвав конкуренцію Юрію Паньківу й нечасто виходив на поле.

### «Кривбас»— повернення
На початку 2013 року підписав контракт із «Кривбасом», де відразу став основним воротарем і грав до зняття команди з чемпіонату влітку того ж року, після чого повернувся в «Арсенал». Восени того ж року «каноніри» також знялися з чемпіонату й Боровик став вільним агентом.

### «Металург»
У березні 2014 року на правах вільного агента підписав контракт із запорізьким «Металургом». Наприкінці 2014 року в Боровика закінчився термін контракту з клубом і він його залишив, після чого півроку перебував у статусі вільного агента.

### «Чорноморець»

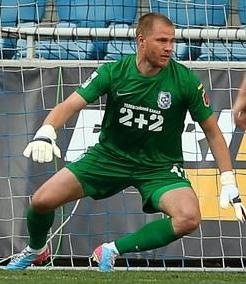
Євген Боровик під час виступів за «Чорноморець». 13 вересня 2015 року.

9 липня 2015 року уклав дворічний контракт з одеським «Чорноморцем». У дебютному матчі проти «Олімпіка» пропустив 2 голи. А далі у ворота його клубу було забито 4 голи в матчах 2 й 4 туру з «Дніпром» і «Карпатами». В останньому отримав червону картку на 91 хвилині. У першому маті за клуб у кубку пропустив гол від «Ворскли», але одразу ж у наступному турі чемпіонату проти цього ж клубу відстояв перший матч на нуль. У 15 турі у другому матчі проти дніпропетровців відстояв теж без пропущених голів. Отримав жовту картку на 96 хвилині. 2 січня 2017 року було офіційно повідомлено, що Євген залишив одеську команду.

### «Карпати»
11 січня 2017 року офіційно став гравцем львівських «Карпат» і відразу став основним воротарем, зігравши до кінця сезону у 14 матчах, в яких пропустив 13 голів. Проте влітку 2017 року Боровик не ввійшов до планів нового наставника Карпат Серхіо Наварро і контракт з ним був розірваний.

### «Черно море»
17 серпня 2017 року підписав контракт з болгарським клубом «Черно море».
Влітку 2019 року підписав контракт з київською Оболонню, за яку провів 2 матчі. В кінці листопада контракт було розірвано за згодою сторін.

## Тренерська кар'єра
29 травня 2020 року став тренером воротарів одеського «Чорноморця». Перед початком сезону 2021/22 покинув одеський клуб, і увійшов до тренерського штабу «ВПК-Агро».

## Цікаві факти
- Євген Боровик — єдиний воротар, що забивав гол із гри у чемпіонатах України[12].